# Andes
Andes war ein antikes Dorf nahe Mantua in der römischen Provinz Gallia cisalpina, dem Gallien „diesseits der Alpen“, im heutigen Norditalien.
In Andes wurde am 15. Oktober 70 v. Chr. der Dichter Vergil geboren, durch den der Ort einen gewissen Ruhm erhielt. Die genaue Lage des Dorfes, das laut der Vergil-Vita des Aelius Donatus „nicht weit“ von Mantua gelegen haben soll, kann heute nicht mehr festgestellt werden. Allgemein wird es jedoch an der Stelle des heutigen Mantuaner Vorortes Pietole lokalisiert, so etwa schon von Dante, der Vergil als denjenigen bezeichnet, „dem zur Ehre vor Mantua heut noch Pietola genannt“.